# California (Gianna Nannini)
California è il terzo album della musicista senese Gianna Nannini, pubblicato nel 1979 su etichetta Dischi Ricordi.
L'edizione in CD della BMG è del 1996.

## Descrizione
Questo disco segna la svolta della Nannini e il brano America la lancia a livello internazionale. In copertina è rappresentata la Statua della Libertà che impugna un vibratore e la stessa canzone America fa riferimento alla masturbazione.
Ai testi collabora Roberto Vecchioni, che praticamente scrive quasi tutto il testo di "America", ma non vorrà essere citato nei credits.
Io e Bobby McGee di Kris Kristofferson fu un brano di punta di Janis Joplin.
Del brano California è stata fatta una cover da Mina, contenuta nell'album Caterpillar del 1991.

## Tracce
- LP (Dischi Ricordi, SMRL 6254)

Lato A
1. America – 4:23
2. California – 8:16
3. Goodbye My Heart – 6:20

Durata totale: 18:59
Lato B
1. Io e Bobby McGee – 4:40
2. Sognami – 4:01
3. La lupa e le stelle – 4:09
4. Lei – 5:43

Durata totale: 18:33

## Formazione
- Gianna Nannini – voce
- Mauro Paoluzzi – chitarra acustica, chitarra elettrica
- Stefano Pulga – pianoforte, tastiera
- Dino D'Autorio – basso
- Walter Calloni – batteria, percussioni
- Claudio Pascoli – sassofono soprano, sassofono tenore

## Promozione
| Video Promo      | Singolo | Radio Promo | Data di uscita | Classifica Singoli - Hit Parade Italia |
| America          | America | America     | 1979           | # 27                                   |
| Goodbye My Heart |         |             | 1980           |                                        |
| Lei              |         |             | 1980           |                                        |